# 이시고로모
이시고로모(일본어: 石衣)는 일본의 과자이다. 팥소에 물엿을 넣어 굳힌 다음, 경단 모양으로 동그랗게 빚어서 흰설탕을 입혀 만든다. 안에 들어가는 소는 팥소 외에도 흰소 (白あん), 말차소 (抹茶あん) 등 다양하다. 이시고로모는 직역하면 '돌 옷'이라는 뜻인데 이는 이시고로모가 조약돌에 옷이 걸쳐진 것 같은 모양을 띄고 있어서 그렇게 붙여진 것이라는 추측이 있다. 교토와 오사카 등지의 관서 지방에서는 소나무에 나는 버섯과 비슷한 모양이라 하여 '쇼로' (松露, 소나무 이슬)이라 부른다.
이시고로모는 화과자 중에서는 비교적 최근에 생겨난 과자로, 메이지 시대 이후 처음 만들어진 과자이다.  팥의 품질, 팥소의 구슬모양, 설탕이 입혀지는 방법 등의 원자재와 손이 가는 방식에 따라 고급 과자가 될 수도 있고 막과자가 될 수도 있다. 섬세하게 만들어진 이시고로모는 설탕으로 된 흰옷으로 비춰지는 팥소의 검붉은색이 아름다움을 자아낸다.